# کاپی‌کوی، آردانوچ
کاپی‌کوی (به ترکی استانبولی: Kapıköy) یک منطقهٔ مسکونی در ترکیه است که در آردانوچ واقع شده‌است. کاپی‌کوی ۴۸ نفر جمعیت دارد.

## جمعیت
| داده‌های جمعیت روستایی در سال | داده‌های جمعیت روستایی در سال |
| ---------------------------- | ---------------------------- |
| ۲۰۰۷                         |                              |
| ۲۰۰۰                         | ۷۸                           |
| ۱۹۹۷                         | ۸۸                           |